# Avinguda de l'Estació
L'avinguda de l'Estació és una àmplia i cèntrica avinguda de la ciutat valenciana d'Alacant. Situada al barri d'Eixample Diputació, l'avinguda es perllonga d'est a oest des de la plaça dels Estels fins a l'estació de ferrocarril d'Alacant-Terminal, d'ací el seu nom.
Es tracta d'una via d'uns 320 metres de llarg i 30 d'ample. Disposa d'unes voreres molt àmplies, ornamentadas amb palmeres, que permeten la instal·lació de terrasses per part dels bars que donen a ella. El trànsit rodat compta amb dos carrils per sentit, una zona per a l'aparcament de ciclomotors i motocicletes i diversos accessos a l'aparcament subterrani que recorre tota l'avinguda. Existeix un accés, també subterrani, a l'estació d'Estels del tramvia metropolità d'Alacant.
La façana principal del Palau Provincial d'Alacant, seu de la Diputació Provincial d'Alacant, dona a aquesta avinguda. També ho fa el Col·legi Oficial d'Enginyers Tècnics Industrials, que es troba just enfront. Com que es tracta d'una via propera i paral·lela a la bulliciosa avinguda de Maisonnave, té cert caràcter comercial, amb diverses botigues i restaurants de cadenes multinacionals.